# 刘新才
刘新才（1962年—），湖北洪湖人，汉族，中华人民共和国企业家、政治人物，第十届、第十一届全国政协委员。
担任湖北省工商联副主席、小银狐投资集团有限公司董事长。2008年，当选第十一届全国政协委员，代表中华全国工商业联合会，分入第二十一组。